# Love's Boomerang (film 1922)
Love's Boomerang è un film muto del 1922 diretto da John S. Robertson. La sceneggiatura di Josephine Lovett si basa su Perpetua, or The Way to Treat a Woman, romanzo di Dion Clayton Calthrop pubblicato a New York nel 1911.
Alfred Hitchcock viene accreditato come disegnatore delle didascalie.

## Trama

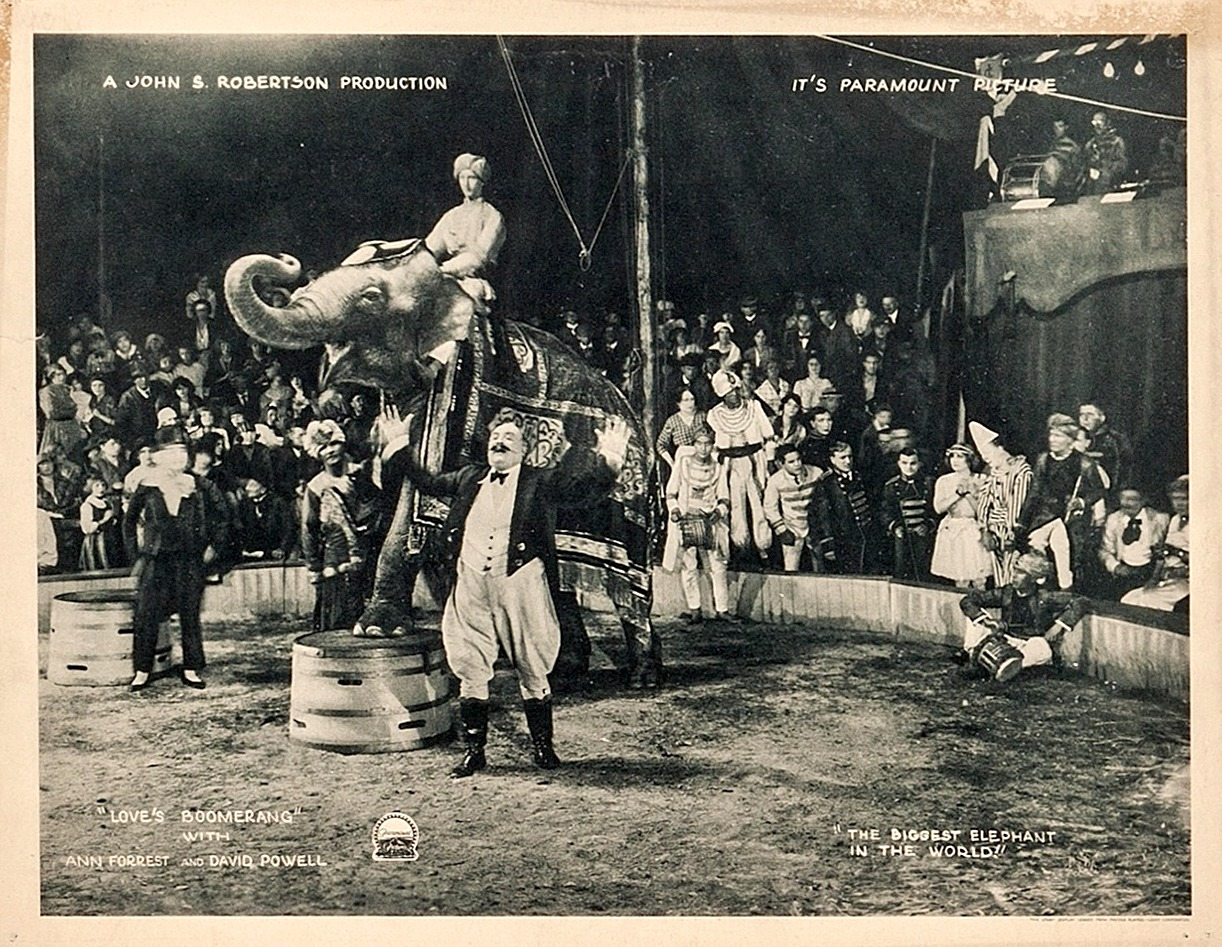
Al circo

Il pittore Brian McCree si reca insieme a Perpetua, la figlia adottiva, in Francia dove i due fanno amicizia con Lamballe, il proprietario di un circo. Vengono così a sapere che, a causa di un debito, Lamballe ha dovuto rinunciare al suo elefante. Per far felice la bambina, Brian riscatta l'elefante che restituisce al proprietario: lui, allora, li invita a unirsi al circo. Padre e figlia trascorrono felicemente alcuni anni, finché, all'età di sedici anni, Perpetua viene mandata da Brian in convento dove, lì, dovrà terminare i suoi studi. La ragazza viene riconosciuta da Russell Felton, un imbroglione, come la figlia che, anni prima, ha abbandonato insieme alla moglie. L'uomo spinge Brian a fare il ritratto a Mender, un giovane che lui ha presentato a Perpetua. I due giovani si sposano e Perpetua, che ama il marito, tenta di guarirlo dal vizio del bere. Senza successo, però, perché Felton lo tenta continuamente, riportandolo sulla brutta strada. L'uomo, che vuole impossessarsi del patrimonio del genero, lo avvelena deliberatamente ma, dell'omicidio viene accusata Perpetua, in quanto erede delle sostanze del marito. Felton, preso dai rimorsi, scrive una lettera dove confessa il delitto. Ma riappare un suo vecchio complice, Christian, che gli chiede conto di alcuni loro precedenti imbrogli: tra i due scoppia uno scontro a fuoco che termina con la morte di entrambi. Brian farà liberare Perpetua che si trova in prigione e i due, finalmente, si dichiareranno il loro amore reciproco.

## Produzione
La lavorazione del film, prodotto dalla Paramount British Pictures (come Famous Players-Lasky), fu completata alla fine del 1921. La maggior parte delle riprese furono effettuate in Inghilterra e parte in Francia, queste ultime con la cooperazione del circo dei Pinder Brothers’s; gli esterni inglesi comprendono scene girate sul Tamigi, ambientate su una casa sull'acqua, e nella campagna dello Hampshire, con l'Abbazia di Beaulieu, risalente all'undicesimo secolo.

## Distribuzione
Il copyright del film, richiesto dalla Famous Players-Lasky Corp., fu registrato il 22 febbraio 1922 con il numero LP17572.
Negli Stati Uniti, il film uscì nelle sale il 19 febbraio 1922, distribuito dalla Paramount Pictures Corporation. A New York, venne presentato al Rialto Theatre di Broadway.
Nello stesso anno, in giugno, la Paramount British Pictures (Famous Players-Lasky) lo distribuì nel Regno Unito. In Francia, intitolato Perpétua, uscì il 4 aprile 1924.
Non si conoscono copie ancora esistenti della pellicola che viene considerata presumibilmente perduta.